# ويليام فيليبس (محامي)
ويليام فيليبس (بالإنجليزية: William Phillips)‏ هو دبلوماسي ومحامي أمريكي، ولد في 30 مايو 1878 في بيفرلي في الولايات المتحدة، وتوفي في 23 فبراير 1968.